# 圣瑞斯特 (厄尔省)
圣瑞斯特（法語：Saint-Just，法語發音：[sɛ̃ ʒy(st)]）是法国厄尔省的一个旧市镇，位于该省东部，属于埃夫勒区。2017年1月1日，圣瑞斯特和相邻的另外2个市镇合并为新市镇拉沙佩勒隆格维尔（La Chapelle-Longueville），圣瑞斯特为政府驻地。

## 地理
圣瑞斯特（49°6'32"N, 1°26'28"E）面积4.44 平方千米，位于法国诺曼底大区厄尔省，该省份为法国北部内陆省份，北起滨海塞纳省，西接奧恩省和卡爾瓦多斯省，南至厄尔-卢瓦省，东临瓦兹省、瓦兹河谷省和伊夫林省。
圣瑞斯特的时区为UTC+01:00、UTC+02:00（夏令时）。

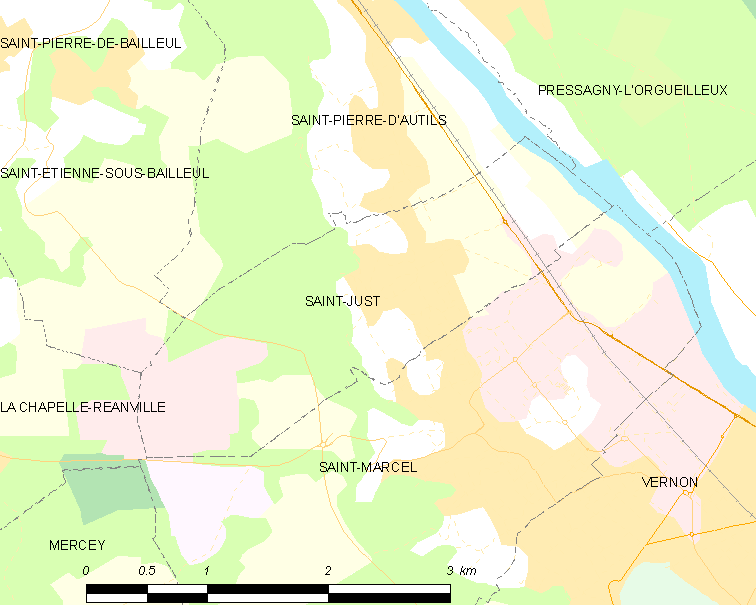
圣瑞斯特的OSM定位图

## 行政
圣瑞斯特的邮政编码为27950，INSEE市镇编码为27554。

## 政治
圣瑞斯特所属的省级选区为厄尔河畔帕西县。

## 人口

1962-2008年间圣瑞斯特人口变化图示

圣瑞斯特于2018年1月1日时的人口数量为1283人。